# Famille Gyulay
Pour les articles homonymes, voir Gyulay.
Gyulay est le patronyme de deux différentes familles issues de la noblesse hongroise :
- La famille abafáji Gyulay
- La famille marosnémethi (hu) és nádaskai Gyulay

## abafájiGyulay
Son origine reste incertaine. Famille noble de Transylvanie, elle a joué un rôle majeur au cours du XVIe siècle.

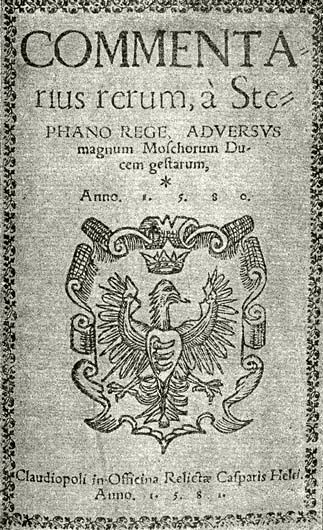
Histoire de la seconde campagne militaire russe par Pál Gyulai de Abafáj, publiée en 1580.

### Membres
- Mihály Gyulay de Abafáj, diplomate transylvanien du XVIe siècle.
- Pál Gyulai (hu) de Abafáj (1550-1592), médecin, historien, secrétaire du Prince de Transylvanie et vice-chancelier de Transylvanie à Cracovie.

## marosnémethi és nádaskaiGyulay
La famille se déplace du cœur de la Hongrie pour s'installer en Transylvanie au cours du XVIIe siècle. Elle fut traditionnellement favorable aux Habsbourgs.

### Membres
- Ferenc Gyulai (XVIe siècle-XVIIe siècle), gouverneur de Déva, főispán de Zaránd puis vice-gouverneur de Nagyvárad.
- István Gyulai, fils du précédent, grand-maître d'hôtel (főasztalnok) du prince de Transylvanie Jean III Kemény (1661-1662).
- 1er baron puis comte Ferenc Gyulai, fils du précédent, il est főispán de Küköllő puis Juge en chef de Udvarhelyszék. Il est titré baron en 1694 puis comte en 1701.
- comte Ferenc Gyulay (hu) (1674-1728), fils du précédent, lieutenant-général Impérial et Royal.
- comte Sámuel Gyulay (de) (1723 -1802), lieutenant-général Impérial et Royal, gouverneur de Gyulafehérvár.
- comte Ignácz Gyulay (1763-1831), feld-maréchal autrichien, ban de Croatie.
- comte Albert Gyulay (en) (1766-1835), lieutenant-général autrichien.
- comte Ferencz Gyulai (1798-1868), général et ministre de la Guerre autrichien.

### Famille Edelsheim-Gyulai
La famille Edelsheim-Gyulai (marosnémethi és nádaskai báró és gróf Edelsheim-Gyulai en hongrois) est née de l'adoption de Leopold Wilhelm von Edelsheim par le comte Ferenc Gyulai et son épouse la comtesse Antonia Wratislav-Mitrowsky, sans enfants.

## Galerie

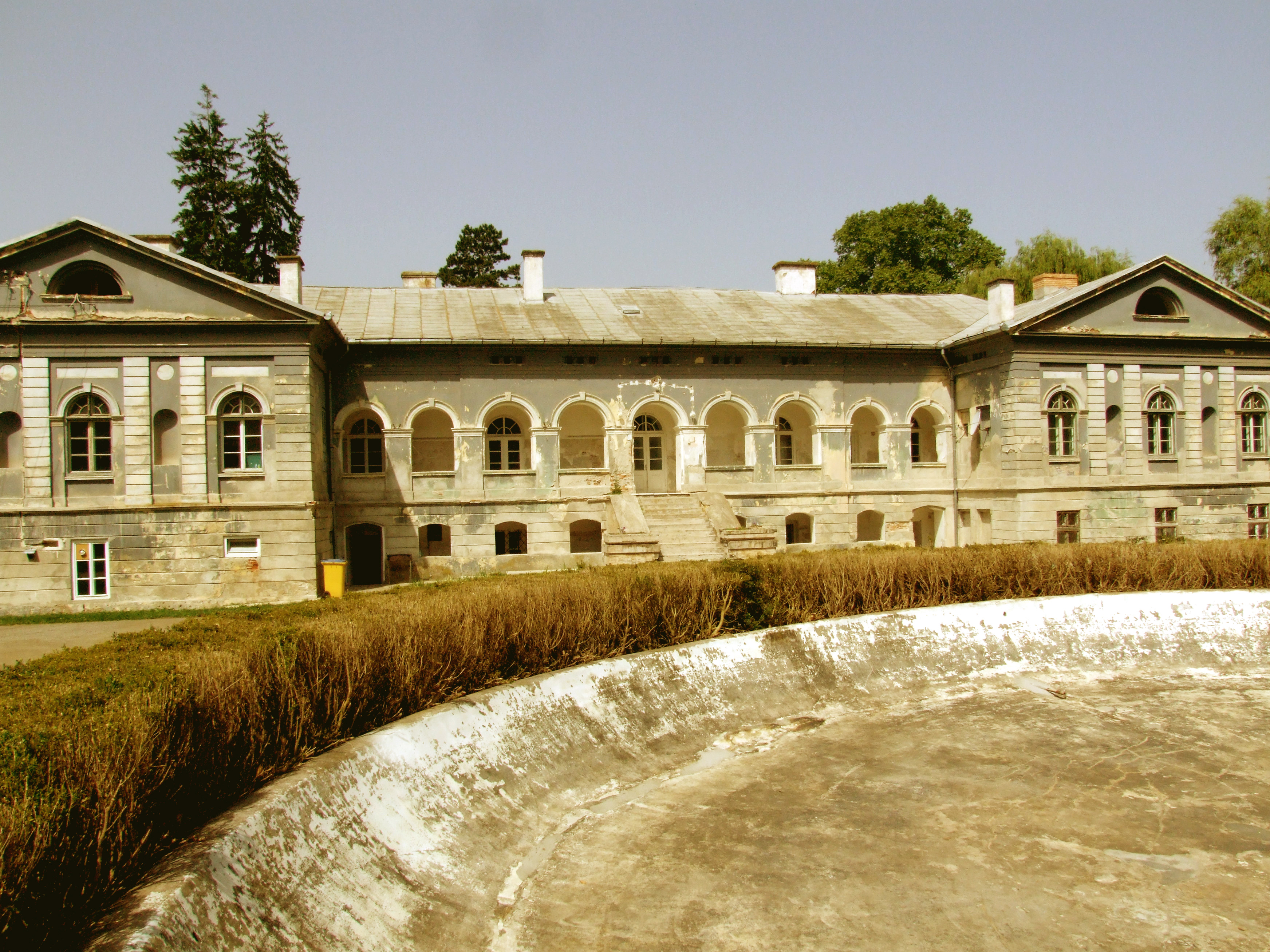
Château Gyulay, à Mintia/Marosnémeti, Roumanie
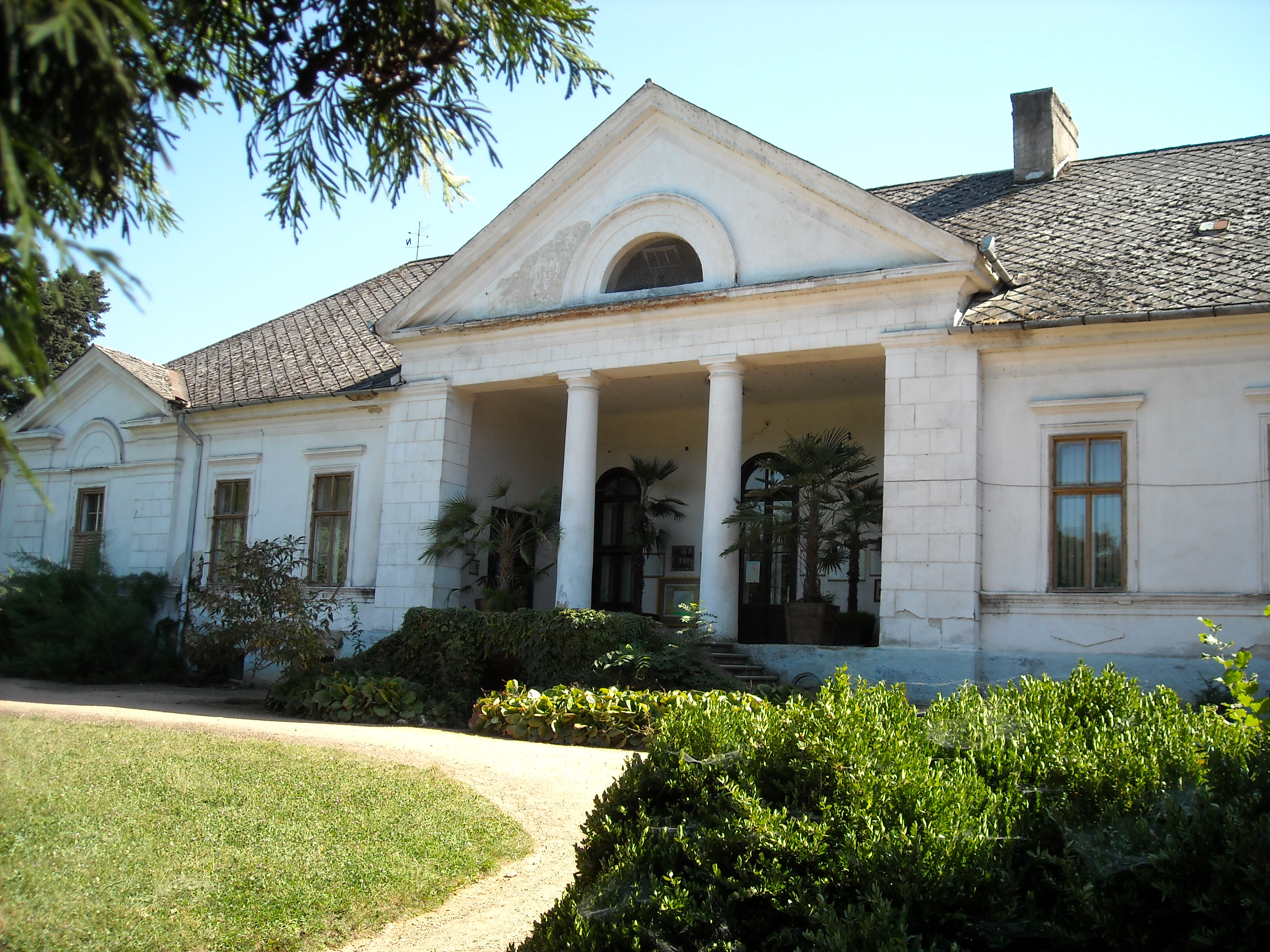
Manoir Gyulay, Simeria, Roumanie